# Грин, Джек (велогонщик)
Джон (Джек) Грин (англ. John (Jack) Green; 8 ноября 1867, Беррадон, Тайн-энд-Уир — 5 ноября 1943, Уэстерхоп, Нортамберленд) — британский велогонщик, выступавший на треке. Участник летних Олимпийских игр 1900 года, двукратный серебряный призёр чемпионата мира 1894 года.

## Биография
Джек Грин родился 8 ноября 1867 года в британской деревне Беррадон в графстве Тайн-энд-Уир.
В 1894 году стал чемпионом Великобритании в трековых гонках на 5, 25 и 50 миль.
В том же году завоевал две серебряных медали чемпионата мира в Антверпене в гонке за лидером на 100 км и гонке на 10 км.
В 1898 году занял 2-е место в индивидуальном спринте среди профессионалов на Гран-при Копенгагена.
В 1900 году вошёл в состав сборной Великобритании на летних Олимпийских играх в Париже. Выступал в соревнованиях профессионалов, в которых не вручались медали. В индивидуальном спринте выиграл заезд 1/8 финала с результатом 1 минута 41,4 секунды, в четвертьфинале занял 2-е место. В гонке на тандемах вместе с Сидни Дженкинсом из Великобритании победили в заезде 1/8 финала с результатом 1.23,2 и заняли последнее, 3-е место в четвертьфинале. В командном спринте вместе с Джорджем Сазерлендом из Новой Зеландии и Сидни Дженкинсом из Великобритании выиграли четвертьфинал (2.21,4), заняли 2-е место в полуфинале и проиграли заезд за 3-4-е места команде Италии. В гонке по очкам не попал в число призёров. В гонке на 3000 метров с гандикапом выбыл в полуфинале, не попав в четвёрку вышедших в финал.
Умер 5 ноября 1943 года в районе Уэстерхоп британского города Ньюкасл-апон-Тайн.